# Rakaposhi

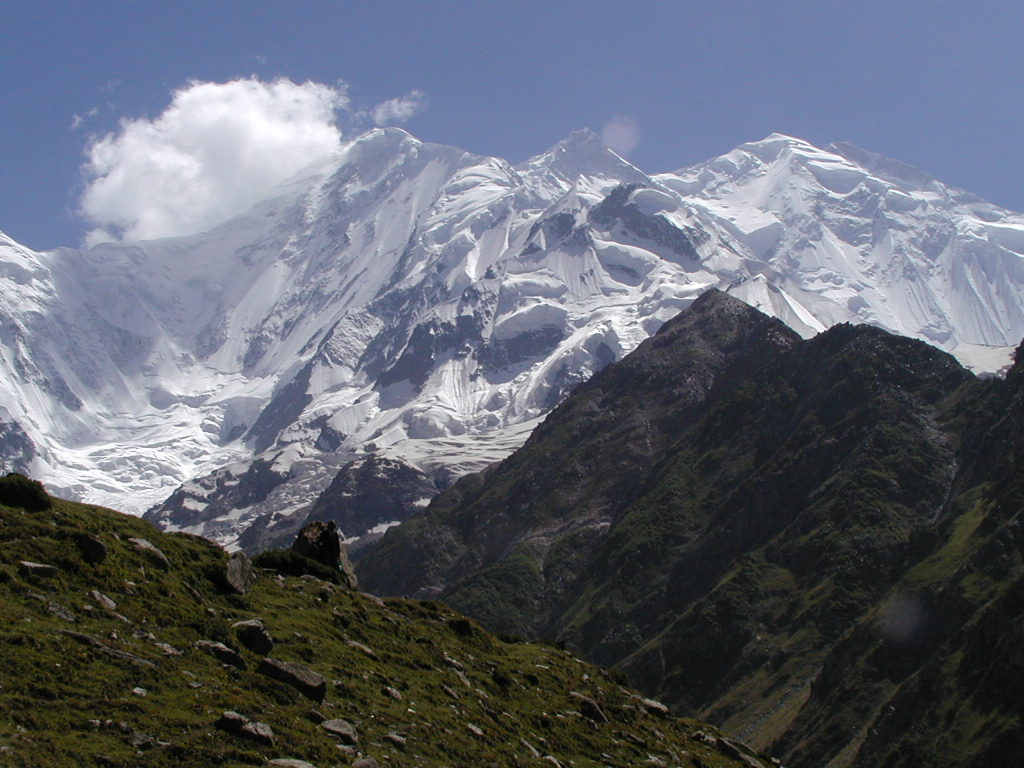
Rakaposhi desde el campo base.

El Rakaposhi (Räkapoşi) es una montaña de 7788 m de altura situada en la cordillera del Karakórum en Pakistán. Está localizada en el valle de Nagar, aproximadamente a unos 100 km al norte de la ciudad de Gilgit. Rakaposhi significa "pared brillante" en el idioma local, y es también conocido como "Dumani" ("Madre de la niebla"). Está clasificada como la vigésimo séptima montaña más alta de la Tierra y la duodécima de Pakistán, y es conocida más por su belleza que por su altitud.
El Rakaposhi fue conquistado en 1958 por Mike Banks y Tom Patey, miembros de una expedición británico-pakistaní, por el espolón suroeste. Ambos sufrieron congelaciones menores durante el ascenso, mientras que otro escalador resbaló, cayó durante el descenso y murió por la noche. 

## Características notables
El Rakaposhi destaca por su elevación sobre las zonas circundantes. En el norte, se eleva 5800 m en solo 11,5 km de distancia horizontal desde el río Hunza. Hay unas magníficas vistas del Rakaposhi desde la Carretera del Karakórum, en la ruta a través del Valle de Hunza. Un centro turístico en la ciudad de Ghulmat (situada en el valle de Nagar), denominado "punto cero del Rakaposhi", es el punto de observación más cercano de la montaña.

## Cronología
- 1892 Martin Conway explora el lado sur del Rakaposhi.
- 1938 M. y R. Campbell Vyvyan Secord hacer el primer reconocimiento y un intento de ascenso a través de la cresta noroeste.
- 1947 Secord regresa con H. W. Tilman y dos escaladores suizos, que ascienden a través del glaciar Gunti hasta unos 5800 m. por el espolón suroeste.
- 1954 Una expedición de la Universidad de Cambridge, dirigida por Alfred Tissières, realiza un intento a través del espolón suroeste, pero solo consiguen llegar a 6340 m. Además, una expedición austro-alemana dirigida por Mathias Rebitsch realiza otro intento por la misma ruta.
- 1956 Una expedición británica, dirigida por Mike Bancos, llega a los 7163 m por la cresta suroeste , por encima del glaciar Gunti.
- 1958 La primera ascensión, señalada anteriormente.
- 1964 Una expedición irlandesa intenta la larga y difícil cresta noroeste.
- 1971 Karl Herrligkofer realiza un intento por el elegante pero difícil espolón norte (o cresta norte).
- 1973 Herrligkofer vuelve al espolón norte, pero una vez más sin éxito debido a problemas climatológicos.
- 1979 Una expedición polaco-pakistaní asciende por la cresta noroeste desde el glaciar Biro.
- 1979 Una expedición japonesa de la Universidad de Waseda, dirigida por Eiho Ohtani, logra escalar el espolón norte. LLegan a la cumbre el propio Ohtani y Matsushi Yamashita. En esta expedición, realizada en seis semanas, se emplearon 5000 m de cuerda fija.
- 1984 Un equipo canadiense logra un ascenso en estilo semi-alpino del espolón norte, utilizando menos cuerda fija que el equipo japonés. Llegan a la cumbre]] Barry Blanchard]], David Cheesmond y Kevin Doyle.
- 1985-1987 Varios intentos fallidos por la larga cresta oriental.
- 1986 Un equipo holandés sube a través de una variante de la ruta de la cresta noroeste .
- 1995 Un ascenso a través de la dorsal noroeste.
- 1997 Un ascenso a través del espolón suroeste (posiblemente la ruta original).
- 2000 Un intento por la parte oriental (glaciar Bagrot).

## Rutas de ascenso
Las rutas a través de las cuales se ha conseguido llegar con éxito hasta la cumbre hasta la fecha han sido (véase también el calendario): 
- Espolón y cresta suroeste (primera ruta de ascenso). Larga, pero no excesivamente técnica, aunque incluye algunos pináculos de roca. Se ha repetido.
- Cresta noroeste. Larga y técnicamente más difícil que la anterior. Se ha repetido.
- Espolón norte (también conocido como cresta norte). Más corta que las dos rutas anteriores, pero mucho más difícil técnicamente. Se ha repetido, incluyendo un ascenso en estilo semi-alpino (estilo cápsula).

Los intentos se realizan desde la zona este (glaciar Bagrot), la cresta este y la cara norte.

## Galería de imágenes
- Datos: Q933778
- Multimedia: Rakaposhi / Q933778